# Comuna de Lanckorona
Lanckorona (polaco: Gmina Lanckorona) é uma gminy (comuna) na Polónia, na voivodia de Pequena Polónia e no condado de Wadowicki. A sede do condado é a cidade de Lanckorona.
De acordo com os censos de 2004, a comuna tem 5787 habitantes, com uma densidade 142,5 hab/km².

## Área
Estende-se por uma área de 40,61 km², incluindo:
- área agricola: 69%
- área florestal: 25%

## Demografia
Dados de 30 de Junho 2004:
|                      | Total   | Total | Mulheres | Mulheres | Homens  | Homens |
| -------------------- | ------- | ----- | -------- | -------- | ------- | ------ |
|                      | pessoas | %     | pessoas  | %        | pessoas | %      |
| População            | 5787    | 100   | 2961     | 51,2     | 2826    | 48,8   |
| Densidade (pop./km²) | 142,5   | 100   | 72,9     | 72,9     | 69,6    | 69,6   |

De acordo com dados de 2002, o rendimento médio per capita ascendia a 1389,49 zł.

## Comunas vizinhas
- Budzów, Kalwaria Zebrzydowska, Skawina, Stryszów, Sułkowice